# Thesium nigromontanum
Thesium nigromontanum är en sandelträdsväxtart som beskrevs av Otto Wilhelm Sonder. Thesium nigromontanum ingår i släktet spindelörter, och familjen sandelträdsväxter. Inga underarter finns listade i Catalogue of Life.